# Лисича штольня

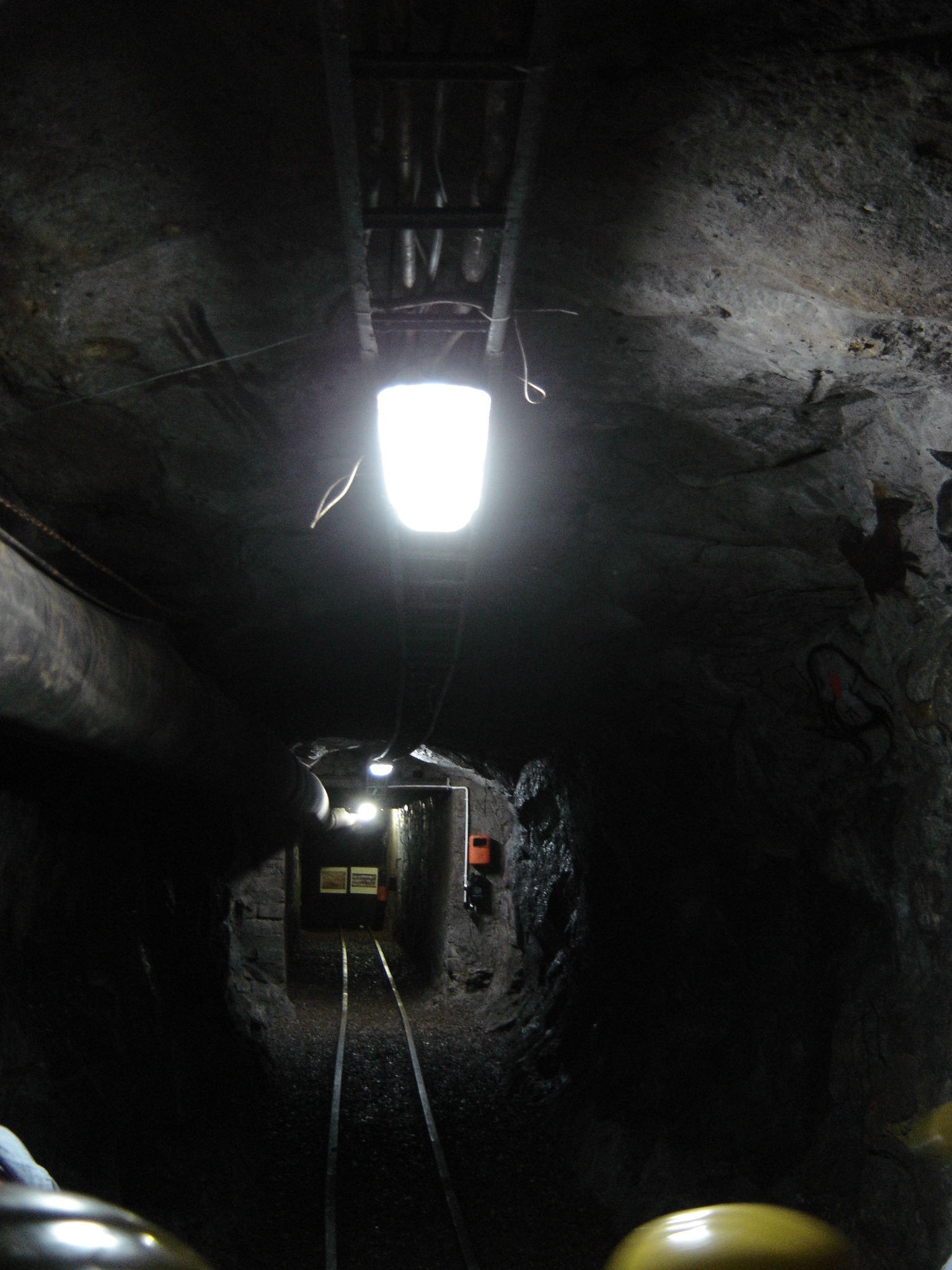
Лисича штольня

Лисича штольня у Вальбжиху — пам'ятка історії гірництва, зокрема видобування вугілля, у Польщі.

## Історичний нарис
Кам'яне вугілля, яке сьогодні символізує гірничу справу й виступає її своєрідною «візитною карткою», до XVIII ст. не мало широкого використання та розповсюдження. Проте ще до нашої ери під час підземного будівництва та при розробці металічних руд гірники зустрічали вугільні пласти, знали про енергетичні властивості вугілля. У IV ст. до н. е. Аристотель у книзі «Метеорологія» говорить про «гірничі камені» та порівнює кам'яне й деревне вугілля. Його учень Теофраст у трактаті «Про каміння» характеризує якості корисних копалин, у тому числі — вугілля. Але, оскільки давня Європа була багата на деревину, розробляти вугільні поклади тривалий час не було доцільним.
Перші письмові згадки про розробку покладів кам'яного вугілля поблизу Льєжа (Бельгія) з'являються в XII ст. У XIV–XV ст. в Німеччині та Англії його застосовують у кузнях. Але справжня «епоха вугілля» розпочинається з двох винаходів: способу виплавки чавуну на кам'яновугільному коксі (лорд Додлей або Абрахам Дербі І достеменно не відомо) та створення парового двигуна (Д.Папен, Т. Севері, Дж. Уатт). Символічно, що перший у світі паровий двигун (1698 р.) було зроблено для вугільної шахти (водовідливна машина) й названо «Друг шахтаря», а згодом вугілля стає головною енергетичною сировиною пароплавів, залізничного транспорту, виробничих машин; забезпечує т.з. «промислову революцію».
Зрослий попит на кам'яне вугілля в другій половині XVIII ст. привів до бурхливого розвитку будівництва й реконструкції шахт. Видатною пам'яткою гірництва тих часів стала «Лисича штольня» в Вальбжиху (Нижня Сілезія), яка багато в чому започаткувала розвиток вуглевидобувних технологій у регіоні. Слід відзначити, що кустарна розробка вугільних покладів велася у Білому Камені (зараз район Вальбжиху) починаючи з 1561 р. У 1742 р. тут була збудована шахта, яка мала 3 стволи й близько 30 штреків. У 1770 р. шахта отримала назву «Фуш» і ввійшла до однойменного гірничого об'єднання. Наприкінці 80-х років XVIII ст. виникла необхідність спорудження протяглої нижньої штольні, яка б мала вирішити проблеми шахтного водовідливу й вентиляції. Вхід у штольню планувався з Лисичого Пагорба, що й визначило її пізнішу назву.
Проект штольні розробляв директор гірничої адміністрації у Вроцлаві Фрідріх фон Реден. Значний вплив на проект справило його професійне відрядження до Англії, де він ознайомився з технічним застосуванням шахтного водного транспорту. Після повернення Реден запропонував об'єднанню «Фуш» будівництво «навігаційної штольні», яка забезпечувала б водне транспортуваннявугілля спеціальними човнами. Це давало можливість за рахунок ліквідації «вузьких місць» шахтного транспорту збільшити видобуток у 2-3 рази. Пропонувалося також спорудження каналу до порту на Одері з безпосереднім транспортуванням вугілля човнами.
Будову виробки розпочато в 1791 р., а вже в 1794 р., коли довжина штольні досягла 830 м, розпочав роботу водний транспорт. Під час урочистого відкриття виробку освітлювали близько сотні гірничих світильників, розміщених на кріпленні. Оркестр, шляхетна публіка й керівництво копальні на човнах пропливли всю відстань, причому в зворотному напрямку першим ішов човен з вугіллям, який радісними оплесками зустріли на виході робітники копальні та їх сім'ї.
З 1794 р. «Лисича штольня» відкрита також для відвідання туристами. Серед них були не тільки численні студенти, інженери та науковці, але й генерали наполеонівської армії, російські імператори, німецькі кайзери, міністри багатьох урядів, князі та можновладці Європи. Великою була зацікавленість гірництвом усіх верств населення.
Водне транспортування тривало до 1854 р. і було замінене на кінний транспорт, що зумовлено зміною загальної системи транспортування у зв'язку з проведенням нових стволів з паровим підйомом. Остаточно «Лисича штольня» втратила транспортну функцію в 1867 р.
Рішенням Воєводської служби охорони пам'яток у Вроцлаві (1961 р.) «Лисича штольня» була вписана до реєстру пам'яток культури, оскільки є оригінальною (і єдиною, що збереглася) сплавною штольнею в Європейському вугільному гірництві. З метою збереження максимальної кількості технічних пам'яток у 1993 році у Вальбжиху на ліквідованому гірничому підприємстві «Юлія», до якого належала й «Лисича штольня» відкрито Музей промисловості й техніки. У 1995 році досліджено й визначено технічний стан, оцінені необхідні роботи для відновлення туристичної траси. Тільки 540 м виробки збереглося у відносно доброму стані, решта була непрохідною. У 2000 р. розпочато прохідницькі роботи і технічне забезпечення штольні, довжина якої становить зараз 1302 м. Нині закінчуються роботи для технічного забезпечення туристичного руху.

## Будівництво й експлуатація штольні
Незважаючи на велику європейську славу «Лисичої штольні», технічна документація, яка стосувалася її будівництва, не збереглася, хоча залишилися історичні описи відвідувачів та гірничих інженерів.
Відомо, що в 1803 р. довжина виробки сягала 1088 м, а в 1821 р., коли було розкрито останній вугільний пласт, — 1593 м. Максимальна довжина виробки становила 2100 м (1850 р.). Ширина перерізу коливалась від 1,55 м до 2,7 м (у місці, де мали розминутися човни сягала 3,8 м), а висота — від 2,3 до 2,9 м.
Штольня перетинала 52 вугільні пласти, з яких розроблялися лише 12 потужністю 0,9-2,9 м. Нахил пластів щодо горизонталі становив 20-28о. Виробка перетинала також шари пісковиків, глинистих та піщанистих сланців різної потужності.
Першу ділянку штольні проходили ручним способом за допомогою зубил та молотків. Потім застосовували вибухові роботи, причому витрати пороху складали в середньому 3,6 кг на 1 лінійний метр виробки.
У міцних породах виробку не кріпили, у нестійких — споруджували тимчасові дерев'яні рами, які демонтували по мірі зведення мурованого кріплення. Останнє являє собою вертикальні стіни висотою 1,8 м з цегли, пісковику чи вапняку, товщина яких — близько 0,5 м, і склепіння товщиною 0,25-0,5 м. По довжині штольні (станом на 1810 р.) муроване кріплення займало 46 % виробки, дерев'яне — 17 %, а 37 % знаходилося у незакріпленому стані. У ХХ ст. для підсилення кріплення й утримання найнебезпечніших ділянок використовували дерев'яні та сталеві рамні конструкції.
На початку будівництва штольні прохідницькі роботи велися цілодобово у три робочі зміни по вісім годин. Зафіксована продуктивність зведення мурованого кріплення: 2 муляри за 12 годин споруджували кладку на одному лінійному метрі виробки.
Вентиляція на першому етапі здійснювалася шляхом примусового нагнітання повітря до вибою. Коли довжина штольні досягла 250 м, з поверхні була пройдена свердловина, яка забезпечила природну депресію повітря. Наступну вентиляційну свердловину пройшли через 115 м, далі — через 120 м, а потім — кожні 70 м.
На виході штольні було споруджено басейн площею 650 м², де могли розташуватися 50 човнів. Їх довжина становила від 7 до 9,9 м, ширина — від 1 до 1,4 м, а висота — від 0,5 до 0,8 м. Рівень води в штольні підтримувався в межах 1-1,2 м. Човен з перегородками вміщував 2,5-2,7 т вугілля. Один цикл навантаження й транспортування вугілля до портового басейну тривав близько трьох годин. За добу через штольню транспортували (в різні роки) від 20 до 103 т вугілля.